# Bill Scanlon
William ("Bill") Neil Scanlon (Dallas, 13 november 1956 – Park City (Utah), 2 juni 2021) was een professioneel tennisser uit de Verenigde Staten. Hij won zes ATP-toernooien in het enkelspel gedurende zijn carrière. Scanlon, bijgenaamd Scaz, maakte naam in 1983, toen hij de halve finales bereikte van de US Open en John McEnroe versloeg in de achtste finales.
Scanlon bracht 2 boeken uit: "Zen Tennis - Playing in the Zone" in 2014 samen met Dr. Joe Parent. En het boek Bad News for McEnroe subtitel Blood, Sweat, and Backhands with John, Jimmy, Ilie, Ivan, Bjorn, and Vitas in 2004.
Hij werd slechts 64 jaar oud en overleed aan een agressieve vorm van kanker.

## Prestatietabel
| Legenda | Legenda                          |
| ------- | -------------------------------- |
| g.t.    | geen toernooi gehouden           |
| l.c.    | lagere categorie                 |
| –       | niet deelgenomen                 |
| G       | uitgeschakeld in de groepsfase   |
| 1R      | uitgeschakeld in de eerste ronde |
| 2R      | uitgeschakeld in de tweede ronde |
| 3R      | uitgeschakeld in de derde ronde  |
| 4R      | uitgeschakeld in de vierde ronde |
| KF      | uitgeschakeld in de kwartfinale  |
| HF      | uitgeschakeld in de halve finale |
| F       | de finale verloren               |
| W       | het toernooi gewonnen            |
| w-v     | winst/verlies-balans             |

Prestatietabel grand slam, enkelspel
| Toernooi        | 1976 | 1977 | 1977 | 1978 | 1979 | 1980 | 1981 | 1982 | 1983 | 1984 | 1985 | 1986 | 1987 | 1988 | 1989 |
| --------------- | ---- | ---- | ---- | ---- | ---- | ---- | ---- | ---- | ---- | ---- | ---- | ---- | ---- | ---- | ---- |
| Australian Open | —    | –    | 4R   | —    | —    | KF   | —    | —    | —    | 2R   | 1R   | g.t. | 2R   | 1R   | —    |
| Roland Garros   | —    | 2R   | 2R   | 1R   | 2R   | —    | —    | —    | —    | —    | —    | —    | 1R   | —    | —    |
| Wimbledon       | —    | 1R   | 1R   | 1R   | KF   | 1R   | 2R   | 1R   | 4R   | 4R   | —    | 1R   | 2R   | 1R   | 1R   |
| US Open         | 3R   | 1R   | 1R   | 2R   | 1R   | 2R   | 1R   | 1R   | HF   | 3R   | 2R   | 1R   | 1R   | —    | —    |